# Østre Borgerdyd Gymnasium
Das Østre Borgerdyd Gymnasium wurde am 1. Mai 1787 von einer Gruppe von Bürgern aus Kopenhagen, der Borgerdydselskab (deutsch Gesellschaft für Bürgertugenden), gegründet. Damals trug die Schule den Namen Borgerdydskole, mit Räumlichkeiten in der Købmagergade und der Pilestræde. Im folgenden Jahr wurde die Schule durch einen Umzug in zwei Teile aufgeteilt, die aber beide nach den gleichen Prinzipien arbeiteten. Der Hauptteil der Schule wurde in der Nørregade und die kleinere in der Laksegade untergebracht, beide unter der gleichen Leitung und gemeinsam finanziert. 1795 wurde die Teilschule nach Christianshavn unter dem Namen Borgerdydskolen auf Christianshavn (dänisch Borgerdydskolen på Christianshavn) verlegt. Später trennte man beide Schulteile und jede Schule erhielt ihre eigene Leitung. Heute heißt die Schule in Christianshavn Kopenhagens offenes Gymnasium (dänisch Københavns åbne Gymnasium).
Die Schule ist ein großartiges Beispiel für die Zeit der Aufklärung (in Europa von 1690 bis 1800) und ihre Ideologie über die Vernunft – die Fähigkeit, die der Mensch nutzen kann, um die Welt zu verstehen und seine eigene Situation zu verbessern.

## Standortveränderungen und Fusionen
Als der Schriftsteller und Philosoph Søren Kierkegaard im Jahr 1830 die Schule als ihr wohl berühmtester Absolvent verließ, befand sich der Schulstandort von 1813 bis 1843 im Verlagsgebäude des ältesten dänischen Buchverlages Gyldendal in der Klareboderne, eine Straße zwischen der Købmagergade und der Pilestræde und später in der Bredgade. Im Jahr 1884 wurde die Schule außerhalb der Stadtmauern in das heutige Gebäude in der Stockholmsgade verlegt.
Im Jahr 1919 übernahm der Staat die Leitung der Schule und änderte ihren Namen in Østre Borgerdydskole. Seit 1953 und 1957 wurden Mädchen als Schülerinnen zugelassen (Koedukation). 1986 kam die Schule unter kommunale Regie.
Zu Beginn des Jahres 2000 änderte die Schule erneut ihren Namen; sie wurde jetzt zum Østre Borgerdyd Gymnasium. Im Jahr 2010 fusionierte die Schule mit der Metropolitanskolen (gegründet 1209) unter dem Namen Gefion Gymnasium zu einer neuen Schule.

## Zeitleiste
- 1787: Gründung

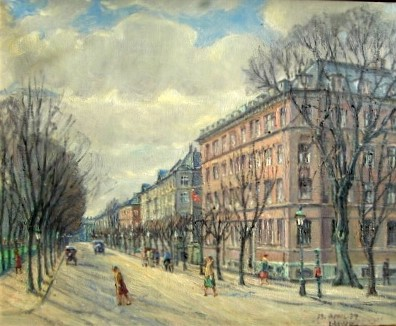
Øster Borgerdyd Gymnasium, Stockholmsgade (Lauritz Howe, 1869–1945)

- 1788: Umzug in ein neues Gebäude in der Nørregade in Kopenhagen
- 1807: beim Bombardement Kopenhagens durch die britische Royal Navy geriet die Schule in Brand und zog dann in verschiedene provisorische Räumlichkeiten um
- keine Abschlüsse in den Jahren 1848–1854 und 1856–1857
- 1855: Umzug der Schule in die Bredgade 32 in Kopenhagen
- 1884: Umzug in die ehemalige Østerbro Allé, heute: Stockholmsgade in Kopenhagen
- 1903: Zusammenschluss mit der Østerbro Latein- und Realschule (dänisch Østerbro Latin- og Realskole)
- 1919: vom Staat übernommen am 1. August (Gesetz vom 20. März 1918) unter dem Namen Østre Borgerdydskole, die untere Schule wird abgetrennt und bekommt im Jahr 1923 den Namen Rosenvangskole
- 1945: Das Schulgebäude in der Stockholmsgade wird Anfang des Jahres von der deutschen Besatzungsmacht beschlagnahmt, die Platz für die Unterbringung von Flüchtlingen aus Deutschland benötigt. Die Schule muss nun nachmittags die Nutzung der Räumlichkeiten anderer Schulen akzeptieren. Erst im Jahr 1946 kann die Schule in die Stockholmsgade zurückkehren.
- 1986: übernommen durch Københavns Kommune am 1. Januar
- 2010: Geschlossen als unabhängige Schule, aber übernommen in das Gefion Gymnasium

Der Straßenname „Borgerdydsvej“ in Buresø nördlich von Slangerup auf Seeland soll daran erinnern, dass Østre Borgerdydskole dort Mitte des 20. Jahrhunderts mehrere Jahrzehnte lang ein Landschulheim (dänisch lejrskole) betrieb. Ein Schüler, der die Mittel- und Oberstufe durchlief, erhielt viermal die Gelegenheit die besondere Erfahrung eines zweiwöchigen Camp-Aufenthalts im Landschulheim zu machen. Das eher primitive Gebäude ist heute verschwunden, geblieben ist lediglich der Name.
Die Schule ist landesweit bekannt aus dem Roman „Der versäumte Frühling“ (1952) (dänisch Det forsømte forår) des dänischen Schriftstellers Hans Scherfig (1905–1979). Er thematisiert die inhumanen Erziehungsmethoden, die die Schulzeit des Autors auf der Metropolitanskolen geprägt hatten.

## Bekannte Absolventen der Schule
| Jahr | Name |
| ---- | --- |
| 1801 | Carl Johan Heise, Frederik Sporon                                                                              |
| 1802 | Jens Møller |
| 1803 | Simon Meisling, Frederik Christian Petersen                                                                    |
| 1811 | Johan Christian Riise                                                                                          |
| 1812 | Ludvig Bødtcher                                                                                                |
| 1814 | Peter Johannes Spang                                                                                           |
| 1815 | Bonaparte Borgen, Hans Ernst Krøyer, Frederik Lange                                                            |
| 1816 | Niels Laurits Høyen                                                                                            |
| 1818 | Wilhelm Rothe                                                                                                  |
| 1819 | Vilhelm August Borgen                                                                                          |
| 1820 | Ernst Frederik Christian Bojesen, Adolph Drewsen, Carl Emil Scharling                                          |
| 1822 | Cosmus Bornemann, Fritz Feddersen, Johann Peter Emilius Hartmann, Peter Christian Kierkegaard, Carl Liebenberg |
| 1823 | Carl Emil Bardenfleth                                                                                          |
| 1824 | Arnold Andreas Bull Ahrensen, Christian Erhard Bagger, Lorents Lorck                                           |
| 1825 | Carl Joachim Hambro, Carl Levy                                                                                 |
| 1826 | Otto Jørgensen                                                                                                 |
| 1827 | Rudolph Bielke, Frederik Nielsen                                                                               |
| 1829 | Hans Peter Holst                                                                                               |
| 1830 | Søren Kierkegaard                                                                                              |
| 1831 | Andreas Conrad Putscher Linde                                                                                  |
| 1832 | Edvard Bech, Adolph Hannover, Jean André Frédéric de Dompierre de Jonquières, Christian Vilhelm Rimestad       |
| 1833 | Theodor Hasle, G.S. Jørgensen, Carl Berendt Lorck, Kristian Frederik Læssøe, Carl Marenus Møller               |
| 1834 | Christian Frederik Schwartzkopf                                                                                |
| 1835 | Emil Christiani                                                                                                |
| 1836 | Svend Henrik Olufsen Bagge, Godefroi Chrétien de Dompierre de Jonquières                                       |
| 1839 | Otto Herman Delbanco                                                                                           |
| 1841 | Hans Haagen Nyegaard                                                                                           |
| 1848 | Christian Richardt                                                                                             |
| 1858 | Frederik Wagner                                                                                                |
| 1864 | William Bloch, Carl Wagner                                                                                     |
| 1866 | Oscar Thorvald Bloch, Nicolaj Bøgh, Charles Gandrup, Albert Schack                                             |
| 1868 | Peter Adler Alberti, Vilhelm Bardenfleth                                                                       |
| 1880 | Alexander Owen                                                                                                 |
| 1882 | Adolf Langsted, Viggo Moltke                                                                                   |
| 1885 | Johan Keller                                                                                                   |
| 1887 | August Mentz (auch Lehrer an der Schule 1889–1899)                                                             |
| 1888 | Hjalmar Sigvard Alexander Nygård, Eduard Geismar                                                               |
| 1889 | Vilhelm Thaning, Valdemar Poulsen                                                                              |
| 1890 | Valdemar Holbøll                                                                                               |
| 1892 | Kai Glahn |
| 1893 | Svend Leopold, Otto Rung                                                                                       |
| 1897 | Gunnar Aage Hagemann                                                                                           |
| 1898 | Christian D.O. Lunn                                                                                            |
| 1899 | Poul Tuxen |
| 1902 | Emilius Bangert                                                                                                |
| 1903 | Aage Berntsen, Henning Meyer                                                                                   |
| 1905 | Max Lobedanz, Leif Rovsing                                                                                     |
| 1906 | Carl Bang |
| 1907 | Poul Hans Bentzen                                                                                              |
| 1909 | Poul Friderichsen, Thomas Havning                                                                              |
| 1915 | Svend Aage Andersen, Johan Exner, Hans Hinrichsen Fussing                                                      |
| 1918 | Sigurd Gjersøe, Tavs Neiiendam, Henry Stjernqvist                                                              |
| 1919 | Gunnar Sparring-Petersen                                                                                       |
| 1923 | Jørgen Helweg-Larsen                                                                                           |
| 1925 | Henrik Vibe Ringsted                                                                                           |
| 1926 | Wriborg Jønson                                                                                                 |
| 1927 | Hermann Zobel                                                                                                  |
| 1928 | Erik Strøby, Poul Vissing                                                                                      |
| 1930 | Henrik Rømeling                                                                                                |
| 1931 | Jørgen Jersild                                                                                                 |
| 1935 | Henning Anthon, Bredo L. Grandjean, Mogens Rosenløv                                                            |
| 1937 | Mogens Boertmann                                                                                               |
| 1939 | Martin Volodja Johansen                                                                                        |
| 1943 | Svend Andersen                                                                                                 |
| 1944 | Jørgen Sonne                                                                                                   |
| 1945 | Jørgen Jespersen, Hans Ludvig Martensen, Hans Edvard Teglers                                                   |
| 1951 | Leif Hasle |
| 1957 | Bjørn Elmquist, Hannemarie Ragn Jensen, Lisbet Foss (* Hallingskov)                                            |
| 1958 | Mogens Herman Hansen                                                                                           |
| 1960 | Keld Zeruneith, Kasper Rostrup, Peter Borgwardt                                                                |
| 1964 | Jørgen de Mylius                                                                                               |
| 1965 | Bo von Eyben                                                                                                   |
| 1975 | Peter Asmussen, Niels-Henrik von Holstein-Rathlou                                                              |
| 1978 | Joakim Garff                                                                                                   |
| 1986 | Martin Bigum                                                                                                   |
| 1996 | Kristian Bang Foss                                                                                             |
| 1992 | Nikolaj Arcel                                                                                                  |
| 2004 | Anders Bilfeldt, Markus Harboe Olsen                                                                           |

## Schulleiter
- 1813–1844 Michael Nielsen
- 1846–1853 C.V. Rimestad
- 1853–1868 Kristen Rovsing
- 1868–1875 Jean Pio
- 1875–1884 Jean Pio und S.G. Møller
- 1884–1896 S.G. Møller und Johan Ludvig Heiberg
- 1896–1906  Søren Ludvig Tuxen
- 1906–1918 Tommy Bonnesen
- 1918–1924 Julius Nielsen
- 1924–1949 Einer Andersen
- 1949–1958 Per Krarup
- 1958–1971 Niels Husfeldt
- 1971–1982 Maria Sommer
- 1982–1996 Lis Levinsen
- 1996–2007 Lars Tonnesen
- 2007–2010 Anne-Grete Larsen